# Thomas Koppe (Liedermacher)

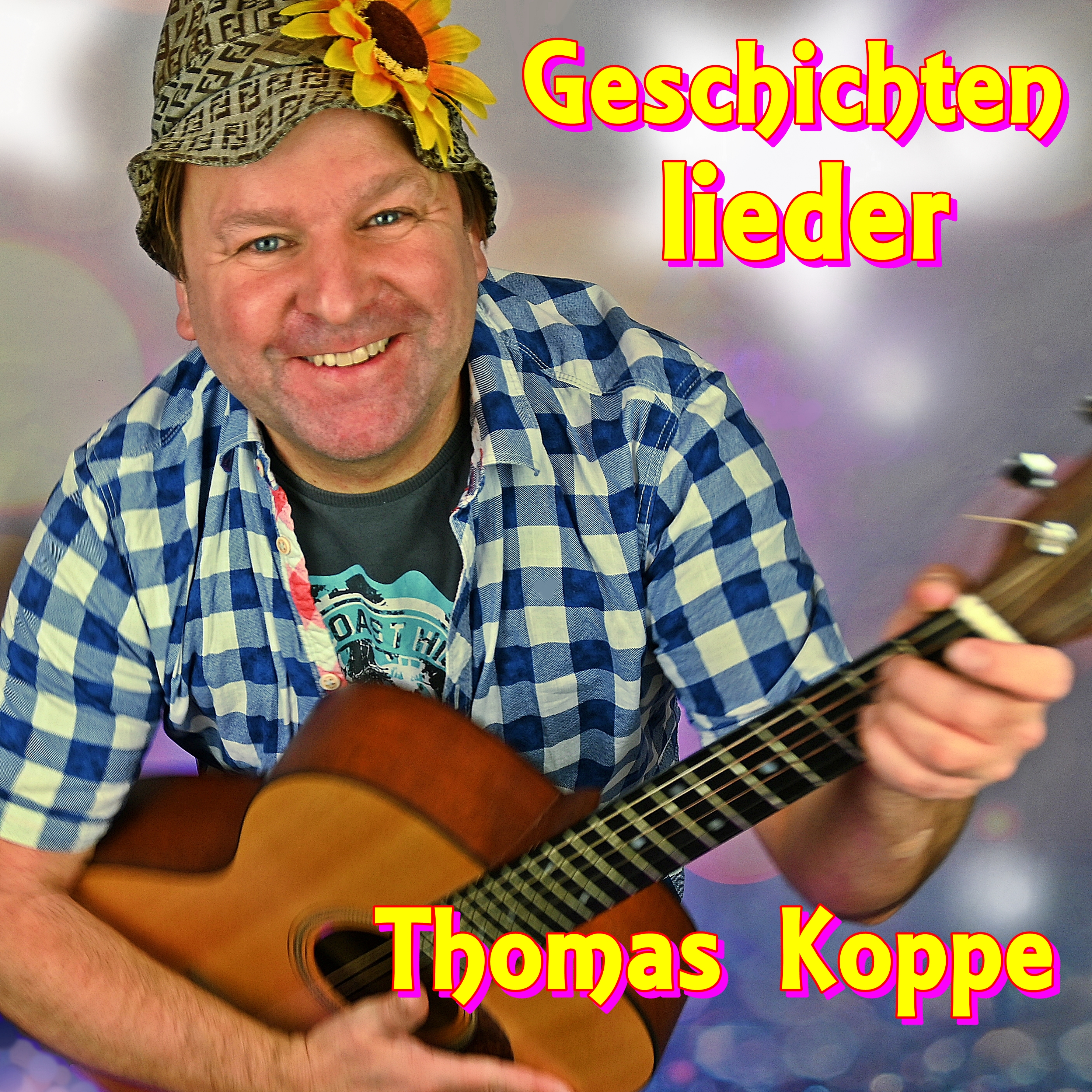
Thomas Koppe, 2022

Thomas Koppe (* 24. April 1973 in Weimar) ist ein deutscher Liedermacher.

## Leben
Thomas Koppe wurde am 24. April 1973 in Weimar geboren und wuchs in Magdala auf. Nach dem Abitur 1991 in Bad Berka, erfolgten Ausbildungen zum Hotelfachmann und Maurer.
Heute lebt Koppe im hessischen Hüttenberg, ist verheiratet und hat zwei Kinder.
Koppe ist seit 2002 freiberuflich als Liedermacher, vor allem als Kinderliedermacher, tätig.

## Auftritte und Konzerte
Koppe hat bis 2023 über 1300 Konzerte in Kindergärten und Grundschulen sowie auf Kleinkunstbühnen und Festivals gegeben.
Dazu gehören etwa Kinderkonzerte bei der Bundesgartenschau in Gera /und Ronneburg (2007), Auftritte bei der GrimmaerLiederFlut und Kinderkonzerte zum Mitmachen bei den Hessentagen in Kassel (2013) und in Herborn (2016).
- Kinderliedermacher Koppe mit Weihnachtsprogramm in Twistringen.[1]
- Thomas Koppe belegte beim 7. Rhein-Main-Liedermacherwettbewerb am 25. August 2012 den 1. Platz. 2014 belegte Koppe drei 1. Plätze beim Kabarett-Liedwettbewerb Kein Lied für Germany im Gallus Theater in Frankfurt am Main mit dem Lied Vogelsbergkreis.
- 2015 nahm er an der Veranstaltung Hessen lacht zur Fassenacht mit dem Lied Vogelsbergkreis teil, die im Hessischen Rundfunk ausgestrahlt wurde.
- 2016 war er bei Hessen lacht zur Fassenacht mit dem Lied Doreen dabei.
- 2017 konnte man ihn mit Die Meerjungfrau vom Edersee bei Nordhessen feiert Karneval sehen.
- 2018 besang er Die schönsten Frauen von allen auf der Hessen Fastnacht, die in Frankfurt am Main aufgezeichnet wurde.
- Thomas Koppe führt Fortbildungen und Workshops zum Thema Kinderlieder im Kindergarten[2] durch.
- Kinderliedermacher 2019 in Bad Frankenhausen.[3]
- Thomas Koppe eröffnet mit Kinderliederprogramm den 452. Blasheimer Markt in Lübbecke 2022.[4]
- 30 Jahre Kita Abenteuerland in Kröffelbach und Thomas Koppe singt.[5]
- 2024 führte Koppe das Mitmachprogramm "Der kleine grüne Frosch" in der Jugendbücherei von Zweibrücken beim Abschluss des Vorlesesommers auf.[6]
- Am 12. Oktober 2024, beim Liederabend in Magdala, unterhielt Koppe, neben der Band Stielbruch[7], mit Liedern aus seinem Kinder- und Abendprogramm.
- Auch war Thomas Koppe auf dem 25. Märchenmarkt im Jahr 2025 in Wettenberg (Wißmar) dabei.[8]